# 8 février
Pour les articles homonymes, voir Huit-Février.
8 janvier 8 mars
Chronologies thématiques
- Croisades
- Ferroviaires
- Sports
- Disney
- Anarchisme
- Catholicisme

Abréviations / Voir aussi
- (° 1852) = né en 1852
- († 1885) = mort en 1885
- a.s. = calendrier julien
- n.s. = calendrier grégorien
- Calendrier
- Calendrier perpétuel
- Liste de calendriers
- Naissances du jour

Le 8 février est le 39e jour de l'année du calendrier grégorien (il en reste ensuite 326, 327 lorsqu'elle est bissextile).
C'était généralement le 20 pluviôse du calendrier républicain ou révolutionnaire français, officiellement dénommé jour de la serpette.

## Événements

### Vesiècle
- 421 : Constance III devient Auguste dans l'Empire romain.

### XIIIesiècle
- 1250 : bataille de Mansourah (septième croisade à laquelle le roi de France (saint-)Louis IX prend part).

### XVesiècle
- 1492 : sacre d'Anne de Bretagne à la basilique Saint-Denis par André d'Espinay.

### XVIesiècle
- 1587 : exécution de Marie Stuart d'Écosse par son homologue anglaise Élisabeth Ire.

### XVIIesiècle
- 1635 : signature d'un traité à Paris.

### XVIIIesiècle
- 1794 : troisième bataille de Cholet, lors de la guerre de Vendée.
- 1798 : le Directoire français républicain impose une Constitution aux cantons suisses[1].

### XIXesiècle
- 1807 : bataille d'Eylau (guerres napoléoniennes en Europe).
- 1814 : bataille du Mincio.
- 1836 : l'Américain Davy Crockett arrive en renfort contre les assiégeants mexicains de Fort Alamo au Texas.
- 1861 : naissance des États confédérés d'Amérique (Guerre de Sécession aux États-Unis).
- 1863 : signature de la convention d'Alvensleben.
- 1867 : signature d'un compromis austro-hongrois.
- 1871 : élection d'une Assemblée nationale en France, les résultats donnant une large majorité aux royalistes toutes tendances confondues avec 430 élus environ contre 200 républicains[2].

### XXesiècle
- 1904 : la bataille de Port-Arthur marque le début d'une guerre russo-japonaise.
- 1910 : convention belgo-germano-britannique de Bruxelles sur les frontières du Congo (belge)[3].
- 1937 : prise de Málaga par les franquistes en Andalousie dans le Sud de l'Espagne.
- 1940 : mise en place du ghetto de Łódź (seconde guerre mondiale).
- 1944 : clôture de la conférence de Brazzaville au Congo africain alors français.
- 1945 : début de l'opération Veritable.
- 1950 : création de la police secrète Stasi en Allemagne de l'Est.
- 1958 : bombardement de Sakiet Sidi Youssef mené par l'armée française sur ce village tunisien pendant la guerre d'Algérie.
- 1962 : une manifestation organisée contre l'OAS se solde par neuf morts au métro Charonne à Paris.
- 1963 : un coup d'État en Irak porte Abdel Salam Aref au pouvoir.
- 1971 : lancement de l'opération Lam Son 719 pendant la guerre du Viêt Nam.
- 1974 : coup d'État militaire d'Aboubacar Sangoulé Lamizana au Burkina Faso en Afrique de l'Ouest.
- 1979 : Denis Sassou-Nguesso devient président de la République du Congo jusqu'en 2021 au moins avec un court intermède d'années.

### XXIesiècle
- 2007 : signature de l'accord sur un gouvernement d'union nationale palestinien.
- 2017 : Mohamed Abdullahi Mohamed est élu président de la République fédérale de Somalie.
- 2018 : une offensive du régime syrien contre les Forces démocratiques syriennes est repoussée après l'intervention d'une coalition internationale lors de la bataille de Khoucham.
- 2020 :
  - le parti républicain Sinn Féin arrive en tête pour la première fois de l'histoire du pays lors des élections législatives en Irlande[4].
  - La ville de Saraqeb est prise par l'armée arabe syrienne en Syrie[5].
- 2024 : au Pakistan, les élections législatives se déroulent afin d'élire les membres de l'Assemblée nationale[6].

## Arts, culture et religion
- 590 : Grégoire Ier est élu pape contre son gré par acclamation unanime du clergé et du peuple.
- 1357 : dans la nuit du 8 selon une tradition populaire, les cloches d'une église rennaise jouxtant son rempart d'alors se mettent à sonner et des cierges à s'allumer spontanément. Les défenseurs de la ville découvrent alors une statue intérieure de "Notre Dame" indiquant une dalle sur le sol puis, creusant à cet emplacement, une galerie percée par des troupes anglaises venues prendre la ville, leur permettant ainsi d'en repousser l'invasion (guerre de cent ans britto-anglo-française).
- 1663 : fondation d'une Académie royale de peinture et de sculpture par le roi de France Louis XIV.
- 1872 : première de l'opéra Aida de Giuseppe Verdi à La Scala de Milan[7].
- 1874 : première de l'opéra Boris Godounov de Modeste Petrovitch Moussorgski au théâtre Mariinsky de Saint-Pétersbourg[8].
- 1895 : première du drame lyrique La Montagne noire d'Augusta Holmès à l'Opéra de Paris.
- 1915 : première du film controversé Naissance d'une nation du pionnier du cinéma muet américain David Wark Griffith.
- 1916 : création collective du mouvement Dada au Cabaret Voltaire à Zürich[9].
- 2001 : ouverture de Disney California Adventure.
- 2007 : première projection du film "biopic" d'Édith Piaf au succès tout aussi international La Môme[10].

## Sciences et techniques
- 1865 : Gregor Mendel expose ses Recherches sur des hybrides végétaux à la Société d'Histoire naturelle de Brünn.
- 1967 : premier vol de l'avion multirôle Saab 37 Viggen.

## Économie et société
- 1575 : le prince Guillaume d'Orange fonde l'université de Leyde aux Pays-Bas actuels.
- 1693 : le collège de William et Mary est fondé par une charte royale du couple souverain d'Angleterre de Marie II et Guillaume III d'Orange-Nassau.
- 1724 : le tsar russe Pierre Ier le Grand fonde l'Académie des sciences de Saint-Pétersbourg par décret du Sénat dirigeant.
- 1817 : constitution formelle de la bourse de New York sous le nom de New York Stock Exchange Board.
- 1873 : fondement du droit administratif en France par l'arrêt Blanco du Tribunal des conflits.
- 1892 : congrès fondateur de la Fédération des Bourses du Travail de France.
- 1908 : création de la première entreprise de publicité cinématographique (La publicité animée)[11].
- 1981 : un mouvement de foule au stade Karaïskaki provoque 21 morts et 55 blessés.
- 1992 : cérémonie d'ouverture des Jeux olympiques d'hiver de 1992 à Albertville par le scénographe Philippe Decouflé (en présence des organisateurs le champion de ski Jean-Claude Killy et l'élu de Savoie Michel Barnier, du président français François Mitterrand ou de son Premier ministre Édith Cresson)[10].
- 2015 : première journée internationale de prière et de réflexion contre la traite des êtres humains.
- 2018 : les Bermudes abrogent le mariage homosexuel.
- 2020 : une fusillade de masse provoque la mort de 29 personnes à Nakhon Ratchasima en Thaïlande[12].

## Naissances

### Vesiècle
- 411 : Proclus (Πρόκλος), philosophe et grammairien grec († 17 avril 487).

### XIIIesiècle
- 1291 : Alphonse IV, roi de Portugal de 1325 à 1357 († 28 mai 1357).

### XVIesiècle
- 1552 : Théodore Agrippa d'Aubigné, écrivain français († 9 mai 1630).
- 1577 : Robert Burton, érudit anglais († 25 janvier 1640).
- 1594 : Vincent II, duc de Mantoue et de Montferrat († 26 décembre 1627).

### XVIIesiècle
- 1630 : Pierre-Daniel Huet, homme d'église français († 26 janvier 1721).
- 1700 : Daniel Bernoulli, mathématicien suisse († 17 mars 1782).

### XVIIIesiècle
- 1799 : John Lindley, botaniste britannique († 1er novembre 1865).

### XIXesiècle
- 1805 : Louis Auguste Blanqui, socialiste français († 1er janvier 1881).
- 1810 : Éliphas Lévi, occultiste français († 31 mai 1875).
- 1815 : Auguste Lacaussade, poète français († 31 juillet 1897).
- 1818 : Austin Blair, homme politique américain († 6 août 1894).
- 1819 : John Ruskin, écrivain et peintre britannique († 20 janvier 1900).
- 1820 : William T. Sherman, général américain († 14 février 1891).
- 1822 : Maxime Du Camp, écrivain français († 8 février 1894).
- 1828 : Jules Verne, écrivain français († 24 mars 1905).
- 1829 : Vital Grandin, prélat canadien d’origine française († 3 juin 1902).
- 1834 : Dmitri Mendeleïev (Дмитрий Иванович Менделеев), chimiste russe († 2 février 1907).
- 1844 : Paul Demeny, poète français († 30 novembre 1918).
- 1845 : Francis Ysidro Edgeworth, mathématicien irlandais († 13 février 1926).
- 1850 : Kate Chopin (Kate O'Flaherty dite), écrivaine américaine († 22 août 1904).
- 1876 : Paula Modersohn-Becker, artiste peintre allemande († 21 novembre 1907).
- 1878 : 
  - Martin Buber, philosophe israélo-autrichien († 13 juin 1965).
  - Sidney Myer, homme d'affaires australien († 5 septembre 1934).
- 1879 : Albert Taillandier, coureur cycliste français, champion olympique de vitesse en 1900.
- 1883 : Joseph Schumpeter, théoricien et économiste autrichien († 8 janvier 1950).
- 1888 : Edith Evans, actrice britannique († 14 octobre 1976).
- 1892 : Marcel Brindejonc des Moulinais, aviateur français († 18 aout 1916).
- 1894 :
  - Rosita Renard, pianiste chilienne († 24 mai 1949).
  - King Vidor, réalisateur, scénariste et producteur américain († 1er novembre 1982).
- 1897 : Zakir Hussain, homme politique président de l'Inde de 1967 à 1969 († 3 mai 1969).

### XXesiècle
- 1902 : Lyle Talbot, acteur américain († 2 mars 1996).
- 1906 :
  - El Carbonerillo, chanteur de flamenco espagnol († 6 avril 1937).
  - Henry Roth, écrivain américain († 13 octobre 1995).
- 1908 : Joaquim Fiúza, skipper portugais († 4 mars 2010).
- 1909 : Saturnino de la Fuente García, supercentenaire espagnol un temps doyen mâle de l'Europe et de l'humanité († 18 janvier 2022).
- 1910 : Louis VI de La Trémoille, aristocrate français († 9 décembre 1933).
- 1911 : Elizabeth Bishop, poétesse, essayiste et traductrice américaine († 6 octobre 1979).
- 1913 :
  - Betty Field, actrice américaine († 13 septembre 1973).
  - John Grandy, homme politique britannique († 2 janvier 2004).
- 1914 : Luc Varenne, journaliste sportif belge († 30 avril 2002).
- 1915 : Georges Guétary (Lámbros Vorlóou (Λάμπρος Βορλόου) dit), chanteur d'opérette franco-grec († 13 septembre 1997).
- 1920 : Tony Murray (Jacques Gaston Kalifa), milliardaire franco-britannique vivant en Suisse.
- 1921 :
  - Barney Danson, homme politique canadien († 17 octobre 2011).
  - Lana Turner (Julia Jean Mildred Frances Turner dite), actrice américaine († 29 juin 1995).
- 1922 :
  - Erika Burkart, écrivain et poète suisse († 14 avril 2010).
  - Audrey Meadows, actrice américaine († 3 février 1996).
  - Mick Micheyl (Paulette Jeanne Renée Michey dite), chanteuse et sculptrice française († 16 mai 2019).
- 1925 : Jack Lemmon, acteur américain († 27 juin 2001).
- 1926 : Neal Cassady, poète et écrivain américain de la beat generation († 4 février 1968).
- 1928 : Jack Larson, acteur américain († 20 septembre 2015).
- 1929 :
  - Christian Marin, acteur français († 5 septembre 2012).
  - Claude Rich, acteur français († 20 juillet 2017).
- 1931 : James Dean, acteur américain († 30 septembre 1955).
- 1932 : John Williams, compositeur et chef d'orchestre américain de musiques de films à grand spectacle.
- 1937 : 
  - Françoise Claustre (Treinen), ethnologue et archéologue française au CNRS, ex-otage au Tchad († 3 septembre 2006).
  - Gueorgui Noskov, ornithologue russe († 9 janvier 2017).
- 1940 : 
  - Bohdan Paczyński, astronome polonais († 19 avril 2007).
  - Fañch Peru (François Le Peru en breton), écrivain français de langue bretonne († 13 janvier 2023).
- 1941 :
  - André Moreau, philosophe populaire et auteur québécois.
  - Nicholas King « Nick » Nolte, acteur américain.
- 1942 : Jean Gol, homme politique belge († 17 septembre 1995).
- 1943 : Jean Provencher, historien québécois.
- 1948 :
  - Jean-Marc Cormier, écrivain canadien.
  - « Dan » Seals (en) chanteur, compositeur et guitariste américain d'un groupe (en) († 25 mars 2009).
  - Ronald « Ron » Tyson (en), chanteur et compositeur américain du groupe The Temptations.
- 1949 :
  - Brooke Adams, actrice et productrice américaine.
  - Niels Arestrup, acteur français († 1er décembre 2024).
- 1952
  - (ou 13 janvier) : Mustapha Dahleb (مصطفى دحلب), footballeur algérien.
  - Sona Van, poétesse arménienne.
- 1953 : Mary Steenburgen, actrice américaine.
- 1955 : John Grisham, romancier américain.
- 1958 : Hermann Panzo, athlète français spécialiste du sprint, médaillé olympique († 30 juillet 1999).
- 1959 : 
  - Irina Kalinina, plongeuse soviétique championne olympique.
  - Andrew Hoy, cavalier australien triple champion olympique par équipe.
- 1960 : Dino Ciccarelli, joueur de hockey sur glace canadien.
- 1961 :
  - Marc Andréoni, acteur et réalisateur français.
  - Vince Neil (Vincent Neil Wharton dit), chanteur américain du groupe Mötley Crüe.
- 1965 : Mathilda May (Karin Haïm dite), actrice française.
- 1966 :
  - Kirk Muller, joueur de hockey sur glace canadien.
  - Hristo Stoitchkov (Христо Стоичков), footballeur bulgare.
- 1968 : 
  - Jonathan Bermudes, chanteur français du duo "David et Jonathan".
  - Gary Coleman, acteur, scénariste et producteur américain († 28 mai 2010).
- 1969 : Shahnaz Munni, journaliste et écrivain bangladaise.
- 1970 : André Steiner, rameur d'aviron allemand champion olympique.
- 1971 : Dmitri Nelyubin (Дмитрий Владиславович Нелюбин), cycliste russe († 1er janvier 2005).
- 1972 :
  - Guillaume Gallienne, acteur, scénariste, réalisateur français, sociétaire de la Comédie-Française.
  - Paul Wight, catcheur américain.
- 1973 : 
  - Dmitriy Trush, gymnaste russe, champion olympique.
  - Tom King, skipper australien, champion olympique.
- 1974 :
  - Guy-Manuel de Homem-Christo, musicien français, membre des Daft Punk.
  - Seth Green, acteur, producteur, réalisateur et scénariste de film et de comics américain.
  - Guennadi Mikhailov (Геннадий Михайлов), coureur cycliste russe.
- 1975 : 
  - Anne Decis, actrice française.
  - Olli Olé (Oliver Ringleb dit), chanteur allemand.
  - Sébastien Philippe, pilote de courses automobile français.
- 1977 : Mathieu Turcotte, athlète de patinage de vitesse québécois.
- 1980 :
  - Lee Jae-eun (이재은), actrice sud-coréenne.
  - Chris Macari, réalisateur et producteur français de clips musicaux.
  - Catherine Meurisse, scénariste, illustratrice et dessinatrice française de presse et de bandes dessinées.
  - Yang Wei, gymnaste chinois triple champion olympique.
- 1982 :
  - Élodie Le Labourier, cavalière d'endurance française.
  - Victor Le Masne, musicien et compositeur français.
  - Zersenay Tadesse, athlète de fond érythréen.
  - Mohamed Chérif Tarèche footballeur algérien.
- 1983 :
  - Pierre Roger, nageur français.
  - Tony Skinn, basketteur nigérian.
- 1984 : Manuel Osborne-Paradis, skieur alpin canadien.
- 1985 :
  - Petra Cetkovská, joueur de tennis tchèque.
  - Thomas Gardner, basketteur américain.
  - Florian Hardy, hockeyeur sur glace français.
  - Natoo (Nathalie Odzierejko dite), vidéaste et comédienne française.
  - Pepijn Schoneveld, acteur et artiste de cabaret néerlandais.
- 1987 :
  - Carolina Kostner, patineuse artistique italienne.
  - Benjamin Siksou, chanteur et acteur français.
- 1989 :
  - Bronte Barratt, nageuse australienne.
  - Courtney Vandersloot, basketteuse américaine.
- 1990 :
  - Yacine Brahimi (ياسين إبراهيمي), footballeur franco-algérien.
  - Leendert de Ridder, acteur et présentateur néerlandais.
  - Klay Thompson, basketteur américain.
- 1991 :
  - Will Cherry, basketteur américain.
  - Genzebe Dibaba, athlète de demi-fond éthiopienne.
  - Wahbi Khazri (وهبي خزري), footballeur tunisien.
- 1992 :
  - Joseph Nathaniel « Joe » Jackson, basketteur américain.
  - Bruno Martins Indi, footballeur néerlandais.
  - Lindsay Rose, footballeur franco-mauricien.
- 1994 : Hakan Çalhanoğlu, footballeur turc.
- 1995 : Joshua Kimmich, footballeur allemand.
- 1997 : Kathryn Newton, actrice américaine.
- 1999 : Ivan Février, basketteur français.

## Décès

### XIIesiècle
- 1124 : Étienne de Muret, religieux français (° 1045 / 1046).

### XIIIesiècle
- 1250, à la même bataille proche-orientale ci-avant :
  - Robert Ier, comte d'Artois (° 25 septembre 1216) ;
  - Raoul II, sire de Coucy (° vers 1215 ?) ;
  - un Salisbury.
- 1265 : Houlagou, khan mongol de 1256 à 1265 (° v. 1217).
- 1296 : Przemysl II, roi de Pologne de 1290 à 1296 (° 14 octobre 1257).

### XVIesiècle
- 1529 : Baldassare Castiglione, écrivain et diplomate italien (° 6 décembre 1478).
- 1587 : Marie Ire Stuart, reine d'Écosse de 1542 à 1567 (° 8 décembre 1542).

### XVIIesiècle
- 1628 : François d'Escoubleau de Sourdis, cardinal français (° 25 octobre 1574).
- 1654 : Jean-Louis Guez de Balzac, écrivain et académicien français (° 31 mai 1597).
- 1696 : Ivan V (Иоа́нн V Алексе́евич), tsar de Russie de 1682 à 1696 (° 6 septembre 1666).

### XVIIIesiècle
- 1709 : Giuseppe Torelli, compositeur italien (° 22 avril 1658).
- 1725 : Pierre Ier dit Pierre le Grand (Пётр Алексеевич Романов), tsar de Russie de 1682 à 1725 (° 9 juin 1672).
- 1749 : Jan van Huysum, peintre hollandais (° 15 avril 1682).

### XIXesiècle
- 1849 : France Prešeren, poète slovène (° 3 décembre 1800).
- 1856 : Agostino Bassi, biologiste italien (° 25 septembre 1773).
- 1861 : Pierre-Bienvenu Noailles, prêtre catholique français (° 27 octobre 1793).
- 1886 : 
  - Ivan Aksakov, homme de lettres russe fondateur du mouvement slavophile (° 8 octobre 1823).
  - Adolphe Assi, ouvrier mécanicien et homme politique français (° 28 avril 1841).
  - Samuel Kleinschmidt, missionnaire et linguiste allemand (° 27 février 1814).
- 1890 : Giuseppe Pecci, cardinal italien (° 15 décembre 1807).
- 1893 : Pierre Brugeilles, homme politique français (° 19 mars 1845).
- 1894 : Maxime Du Camp, écrivain français (° 8 février 1822).

### XXesiècle
- 1909 : Mieczysław Karłowicz, compositeur polonais (° 11 décembre 1876).
- 1910 : Hans Jæger, écrivain et théoricien anarchiste norvégien (° 2 septembre 1854).
- 1915 : François Langelier, homme politique et magistrat québécois (° 24 décembre 1838).
- 1921 : Pierre Alexeiévitch Kropotkine (Пётр Алексеевич Кропоткин), géographe et théoricien anarchiste russe (° 27 novembre 1842).
- 1929 : Oscar Rex, peintre autrichien (°23 ou 26 mars 1857).
- 1935 : Max Liebermann, peintre allemand (° 20 juillet 1847).
- 1945 : Robert Mallet-Stevens, architecte et designer français (° 24 mars 1886).
- 1956 : Connie Mack (Cornelius Alexander McGillicuddy dit), joueur, gérant et gestionnaire de baseball américain (° 22 décembre 1862).
- 1957 :
  - Walther Bothe, physicien allemand, prix Nobel de physique 1954 (° 8 janvier 1891).
  - John von Neumann, logicien et informaticien hongrois (° 28 décembre 1903).
- 1960 :
  - John Langshaw Austin, philosophe du langage britannique (° 26 mars 1911).
  - Giles Gilbert Scott, architecte britannique (° 9 novembre 1880).
- 1964 : 
  - Ernst Kretschmer, psychiatre allemand (° 8 octobre 1888).
  - Jacques Morisson, joueur professionnel français de hockey sur glace (° 28 mars 1907).
- 1968 : Georges Briquet, journaliste sportif français (° 5 février 1898).
- 1974 : Fritz Zwicky, astrophysicien suisse (° 14 février 1898).
- 1975 : Robert Robinson, chimiste britannique, prix Nobel de chimie 1947 (° 13 septembre 1886).
- 1976 : Jacques Bilodeau, acteur québécois (° 13 juin 1923).
- 1979 : Dennis Gabor, physicien hongrois, prix Nobel de physique 1971 (° 5 juin 1900).
- 1980 : Níkos Xyloúris (Psaroníkos), compositeur et chanteur grec aîné d'une famille de musiciens crétois (° 7 juillet 1936).
- 1985 : William Lyons, constructeur automobile britannique (° 4 septembre 1901).
- 1990 : Del Shannon (Charles Weedon Westover dit), chanteur américain (° 30 décembre 1934).
- 1991 : Elisabetta Martinez, religieuse italienne, fondatrice, bienheureuse (° 25 mars 1905).
- 1994 : Raymond Scott, acteur et musicien américain (° 10 septembre 1908).
- 1995 : Józef Maria Bocheński, philosophe polonais (° 30 août 1902).
- 1996 :
  - Mercer Ellington, trompettiste, compositeur et chef d'orchestre américain (° 11 mars 1919).
  - Bruno Hussar, prêtre dominicain israélien (° 5 mai 1911).
  - Robert Leray, acteur français (° 25 décembre 1907).
  - Derek Worlock, évêque catholique britannique (° 4 février 1920).
- 1998 : 
  - Elsa Darciel, chorégraphe belge (° 12 avril 1903).
  - Manuel Delgado Villegas, tueur en série espagnol (° 25 janvier 1943).
  - Halldór Laxness, écrivain islandais, prix Nobel de littérature 1955 (° 23 avril 1902).
  - Julian Lincoln Simon, économiste américain (° 12 février 1932).
  - Enoch Powell, homme politique britannique (° 16 juin 1912).
  - Rocke Robertson, chirurgien canadien (° 4 août 1912).
  - Jacques Robert-Rewez, militaire, résistant français et Compagnon de la Libération (° 2 avril 1914).
  - Joseph Van Beeck, footballeur belge (° 18 février 1911).
- 1999 : 
  - Denise Leblanc, femme politique québécoise (° 15 décembre 1949).
  - Iris Murdoch, romancière britannique (° 15 juillet 1919).
- 2000 :
  - Sidney Gerald « Sid » Abel, joueur de hockey sur glace canadien (° 22 février 1918).
  - Derrick Thomas, joueur de football américain (° 1er janvier 1967).

### XXIesiècle
- 2001 :
  - Ivo Caprino, réalisateur norvégien (° 17 février 1920).
  - Giuseppe Casoria, cardinal italien (° 1er octobre 1908).
  - Walter Generati, cycliste sur route italien  (° 8 septembre 1913).
- 2005 :
  - Marthe Choquette, comédienne québécoise (° 2 juin 1932).
  - Keith Knudsen, musicien batteur américain du groupe The Doobie Brothers (° 18 février 1948).
  - Gaston Rahier, pilote de moto belge (° 1er février 1947).
  - James Oscar « Jimmy » Smith, musicien américain (° 8 décembre 1925).
- 2006 : Madeleine Loux, postière et résistante française (° 1er avril 1920).
- 2007 : 
  - Nguyễn Hữu Đang, journaliste et poète vietnamien (° 15 août 1913).
  - Anna Nicole Smith, mannequin et actrice américaine (° 28 novembre 1967).
- 2012 : 
  - Franca Maï (Françoise Baud dite), romancière et actrice française (° 26 juillet 1959)
  - Laurent Perrin, réalisateur et scénariste français (° 28 avril 1955).
- 2013 : James DePreist, chef d’orchestre américain (° 21 novembre 1936).
- 2015 : Müzeyyen Senar, chanteuse et actrice turque (° 16 juillet 1918).
- 2016 : 
  - Claude Chantal, actrice française de doublage (° 5 février 1932).
  - Amelia Bence (Amelia Bence dite), actrice argentine (° 13 novembre 1914).
  - Violette Verdy, danseuse française (° 1er décembre 1933).
- 2019 : Jean-Claude Antonini, homme politique français (° 20 mars 1940).
- 2020 : Robert Conrad, acteur américain (° 1er mars 1935).
- 2021 : 
  - Jean-Claude Carrière, écrivain, scénariste, parolier, metteur en scène, acteur et conteur français et occitan (° 17 septembre 1931).
  - Mary Wilson, chanteuse américaine du groupe "Les Supremes" (° 6 mars 1944).
- 2022 : Luc Montagnier, biologiste virologue français (° 18 août 1932).
- 2023 : 
  - Burt Bacharach, pianiste et compositeur américain de musique (° 12 mai 1928).
  - Miroslav Blažević, entraîneur de football yougoslave, croate, suisse et bosniaque (° 10 février 1935).
  - Elena Fanchini, skieuse alpine italienne (° 30 avril 1985).
  - Cody Longo, acteur américain (° 4 mars 1988).
  - Igor Mangouchev, nationaliste russe (° 16 août 1986).
  - Vladimir Morozov, kayakiste soviétique, turkmène puis ukrainien (° 4 mars 1940).
  - Armand Scholtès, peintre et dessinateur français (° 6 septembre 1935).
- 2024 :
  - Claude Courchay, romancier français (° 5 novembre 1933).
  - Karl Horst Hödicke, peintre allemand (° 21 février 1938).
  - Daryl Kramp, homme politique canadien (° 14 juin 1947).
  - João Oliveira Pinto, footballeur portugais (° 3 août 1971).
  - Guy Van Sam, footballeur international français (° 20 décembre 1935).

## Célébrations

### Internationales et nationales

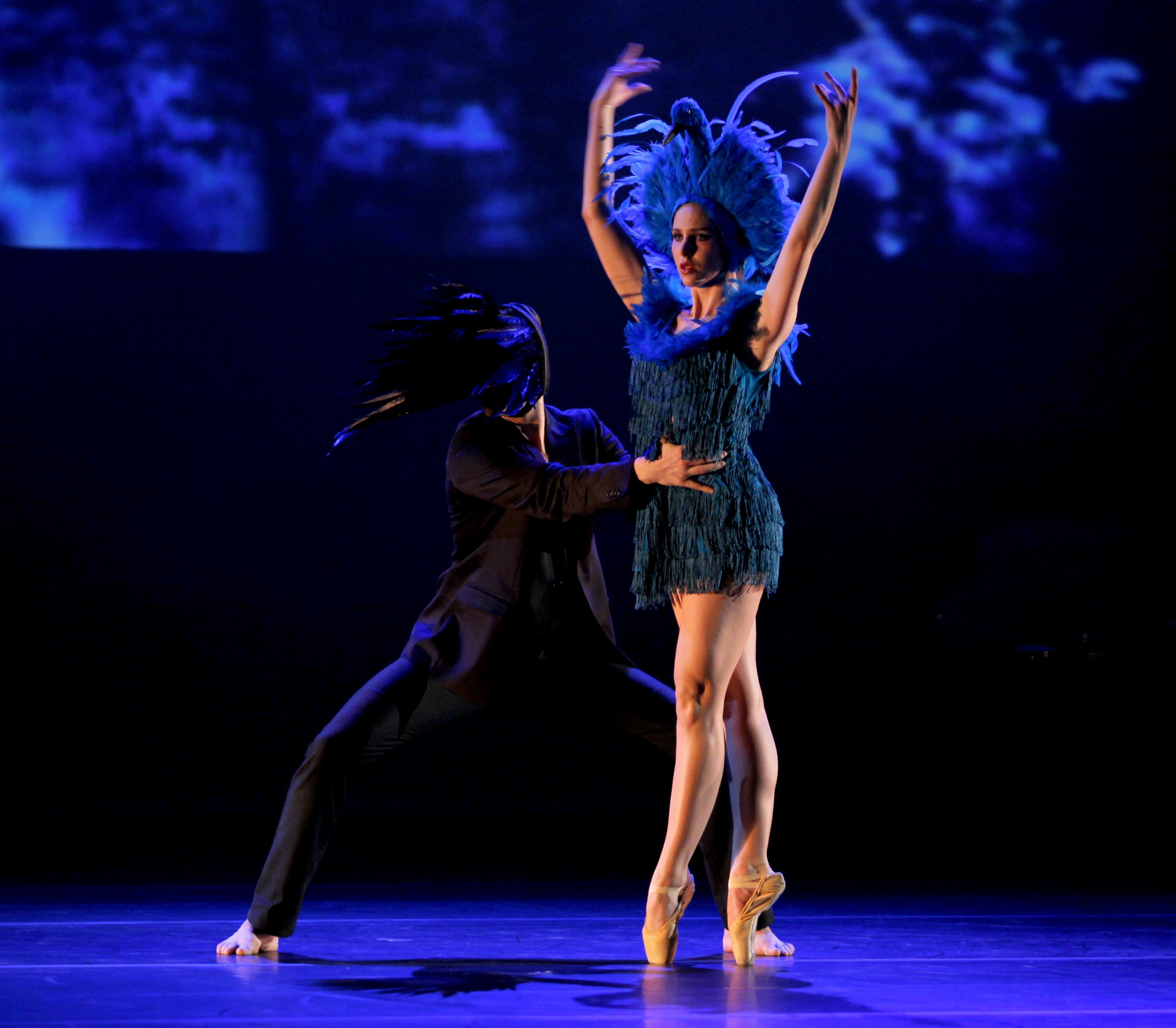
Extrait d'un spectacle de danse de la journée de la culture de Slovénie en 2010.

- Date possible pour le début du nouvel an asiatique entre 20 janvier et 20 février au gré de la Lune.
- États-Unis : Scouts' Day (en) ou « jour des scouts » célébré en tant que scout sunday / « dimanche scout » lorsque cette date du 8 février se situe un dimanche, sinon le dimanche précédant ce 8 février et en tant que scout sabbath ou « chabbat scout » le samedi suivant.
- Slovénie : Prešernov dan (sl) ou « journée de la culture » (photographie jointe).

### Religieuses
- Bouddhisme : Parinirvana Day (en) ou « jour du nirvana parfait ».
- Christianisme orthodoxe : mémoire de l'évêque de Bytélion Théognios († 522) dans le lectionnaire de Jérusalem.

### Saints des Églises chrétiennes

#### Saints des Églises catholiques et orthodoxes
- Airy de Verdun († 591), évêque - fêté aussi le 1er décembre.
- Quinte ou Cointe ou Cointhe (en latin Quinta voire Quina) († 249, comme et au même endroit que sainte Apolline commémorée le lendemain 9 février), martyre traînée à l'arrière d'un cheval et/ou lapidée à Alexandrie alors romaine sous l'empereur Dèce[15],[16].
- Cuthman de Steyning (en) († 889), berger et thaumaturge dans le Sussex.
- Honoré de Milan (it) († 570), 30e évêque de Milan.
- Jacut de Landoac († Ve siècle), abbé de l'abbaye de Saint-Jacut en Bretagne côtière nord.
- Juvence de Pavie († 397), 2e évêque de Pavie.
- Mengold de Huy († 892), comte de Huy, pénitent et martyr.
- Nicet de Besançon († 613), 20e évêque de Besançon.
- Paul de Verdun († 649), 13e évêque de Verdun.
- Sévère d'Antioche († 538), patriarche d'Antioche.
- Victor de Mouzon († 420), berger martyr.
- Zacharie († -515), prophète biblique.

#### Saints et bienheureux des Églises catholiques
Saints et bienheureux des Églises catholiques :
- Elisabetta Martinez († 1991), bienheureuse religieuse italienne fondatrice de congrégation.
- Espérance de Jésus († 1983), bienheureuse religieuse espagnole fondatrice des servantes de l'Amour miséricordieux et des fils de l'Amour miséricordieux.
- Étienne de Muret († 1124), ermite, fondateur de l'ordre de Grandmont.
- Jacqueline de Septisoles († 1274), bienheureuse laïque italienne disciple de saint François d'Assise.
- Jérôme Emilien († 1537), religieux italien fondateur des Clercs réguliers de Somasque / somasques.
- Johann Philipp Jeningen († 1704), bienheureux jésuite allemand.
- Joséphine Bakhita († 1947), fille de la charité canossienne dite « (la) mère noire ».
- Joséphine-Gabrielle Bonino († 1906), bienheureuse religieuse italienne fondatrice des sœurs de la Sainte Famille de Nazareth de Savillan.
- Pierre Igneo Aldobrandini († 1089), moine vallombrosain, cardinal-évêque d'Albano (diocèse suburbicaire).

#### Saints orthodoxes,aux dates parfois"juliennes"ou orientales
Saints des Églises orthodoxes :
- Macaire († ?), évêque de Paphos à Chypre.
- Marthe († ?), et sa sœur Marie, avec saint Lycaon, martyrs à Tanis en Égypte.
- Nicéphore († ?), et Étienne, martyrs écorchés vifs.
- Paul de Rome († 250), Lucien et Cyriaque (Kyriakos), martyrs à Rome vraisemblablement sous Dèce.
- Philadelphe et Polycarpe († ?).
- Sava / Sabas II de Serbie († 1271) — ou « Sabbas » —, moine au mont Athos, archevêque de Peć et neveu de saint Sabas Ier de Serbie.

### Prénoms du jour[Où?]
Bonne fête aux Jacqueline et ses variantes ou diminutifs : Jacotte, Jacquette, Jacquine, Jacquy, Jaqueline, Jackie, Jacky, etc. (voir aussi les Jacques) ;
- aux Jacut, Jagu et leurs variantes autant bretonnes : Jakez, Jeg(o)u, Yagu, etc.

Et aussi aux :
- Cointa, Coïnte, Cointha, Coïnthe, Conita, Quina, Quinta ou Quinte voire d'autres de leurs variantes.
- Aux Joséphine et ses variantes Joséfina, Joséfine, Joséphina, Giuseppina, etc., et sa forme masculine Joséphin (voir 19 mars).

## Traditions et superstitions

### Dictons
- « À la sainte Jacqueline, froid et bruine. »[17]
- « Été [austral] de la saint-Jean[réf. souhaitée], quelques jours cléments. »[18],[19]

### Astrologie
- Signe du zodiaque : 19e jour du signe astrologique du Verseau.

## Toponymie
- Plusieurs voies, places, sites ou édifices de pays ou provinces francophones contiennent la présente date dans leur nom : voir Huit-Février .